# Arthur Lewis Sifton

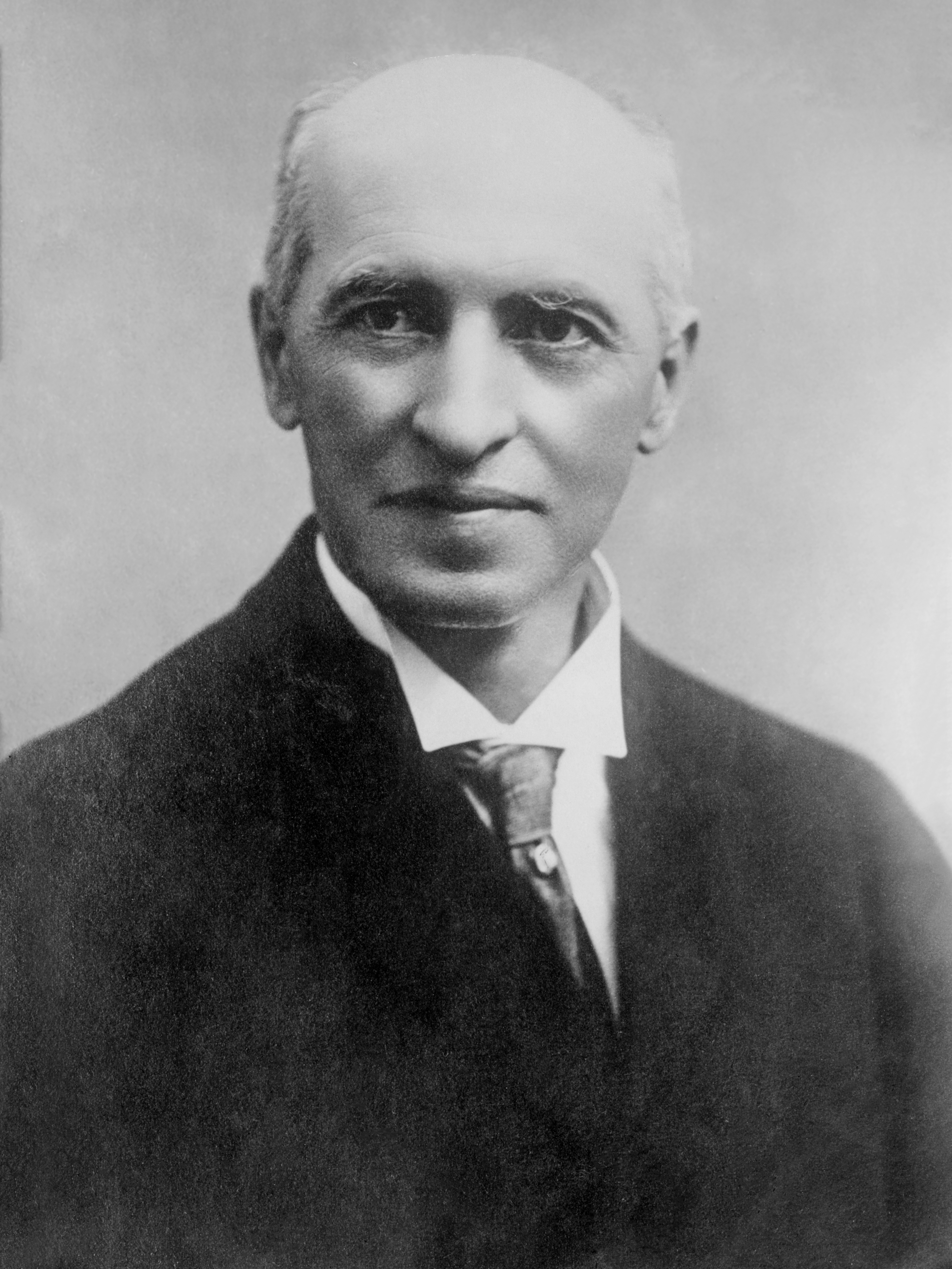
Arthur Lewis Sifton

Arthur Lewis Watkins Sifton (St. John's, Canada West (Ontario), 26 oktober 1858 - Ottawa, 21 januari 1921) was een Canadees politicus en de tweede premier van Alberta. Sifton was tevens de eerste opperrechter van het hooggerechtshof van Alberta.
Sifton, advocaat van beroep, vestigde zich in 1889 in Calgary in het tegenwoordige Alberta waar hij werd verkozen in de wetgevende vergadering, de Assembly. Vanaf 1903 was hij opperrechter van de Northwest Territories en vier jaar later, opperrechter van de provincie Alberta. Na het aftreden van premier Alexander Cameron Rutherford in verband met een conflict over spoorweg financieringen werd de Liberaal Sifton op 26 mei 1910 benoemd tot de tweede premier van de provincie.
Sifton continueerde de uitbreiding van het spoorwegnet in zijn provincie en hij bewerkstelligde de transfer van het beheer over de natuurlijke hulpbronnen van de Federale naar de provinciale overheid. Ook kregen tijdens zijn regering vrouwen het kiesrecht in Alberta.
Op 30 oktober 1917 trad Sifton af als premier om toe te treden tot het Federale kabinet van minister-president Robert Borden. Later zou hij als lid van de Canadese delegatie deelnemen aan de vredesconferentie in Parijs in 1919.
Op 21 januari 1921 kwam Sifton te overlijden in Ottawa. Hij werd begraven in Vanier in de provincie Ontario.